# Гючлюконак
Гючлюконак (тур. Güçlükonak) — город и район в провинции Ширнак (Турция).

## История
Люди жили в этих местах ещё со времён царства Урарту. Впоследствии эта местность входила в состав разных государств; в XVI веке она попала в состав Османской империи.